# دریا (فیلم ۱۳۴۱)
دریا فیلم سینمایی داستانی ایرانی ساخته شده در ۱۳۴۱ به کارگردانی ابراهیم گلستان بود. این فیلم که قرار بود براساس داستان « دریا طوفانی شده بود» اثر « صادق چوبک» ساخته شود به دلایلی که نیمه کاره ماند.

## بازیگران
پرویز بهرام در نقش راننده تاکسی
اکبر مشکین
تاجی احمدی
فروغ فرخزاد
غلامرضا لبخندی (رامین فرزاد)

## حواشی
احمدرضا احمدی در نوشته « حقیقت تلخ است» برای ویژه نامه کتاب « نوشتن با دوربین» درباره این فیلم و دلایل نیمه کار ماندن آن می نویسد:« [گلستان درباره این فیلم] گفت: پس از مقداری فیلمبرداری متوجه شدم که پرویز بهرام با آن صدای مکتب نوشین نمی‌تواند نقش راننده را بازی کند (گلستان به دوبلور و صداگذاری در استودیو اعتقادی نداشت) و مجبور شدم فیلم را تعطیل کنم. برخی از هنرپیشه ها هم مدام در چادر اکبر مشکین می رفته اند و گلستان از معتاد شدن آنها نگران شده بود.» 